# Bernard Cazeneuve

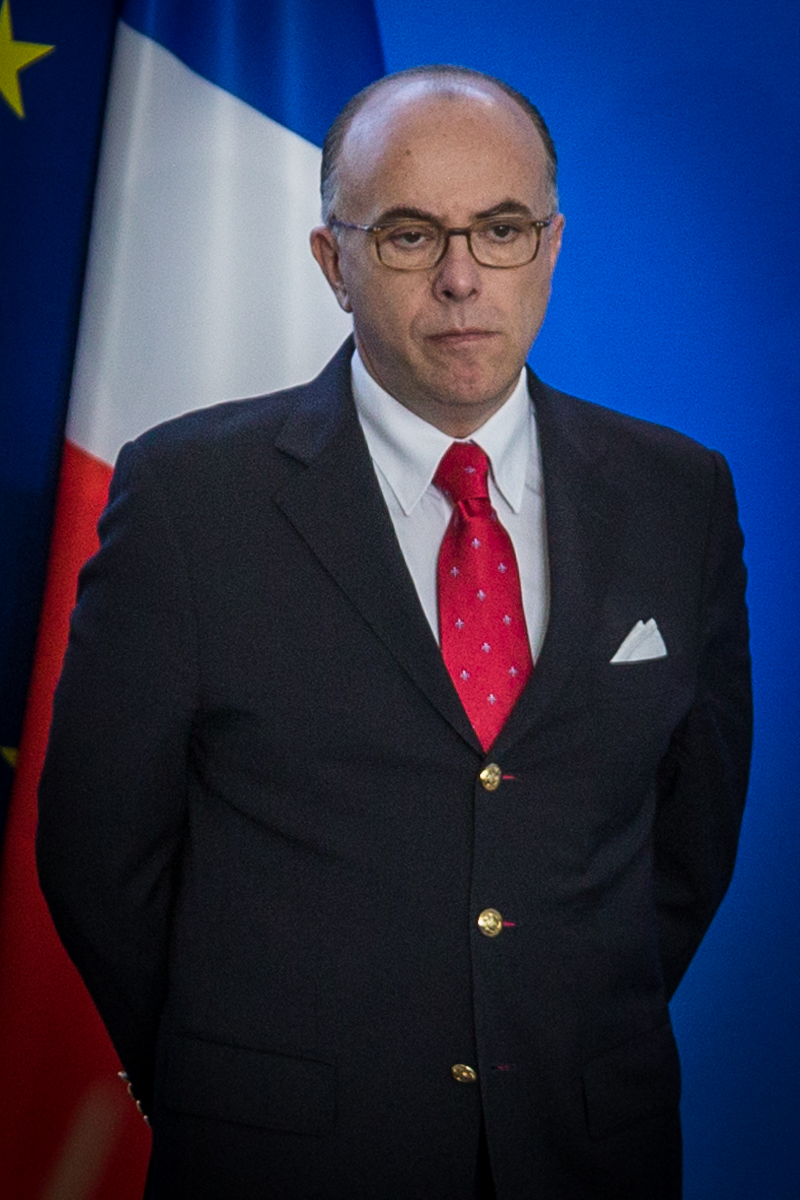
Bernard Cazeneuve (2015)

Bernard Cazeneuve (* 2. Juni 1963 in Senlis) ist ein französischer Politiker (Parti Socialiste bis 2022, seither La Convention). Von Dezember 2016 bis Mai 2017 war er französischer Premierminister. Zuvor war er ab April 2014 Innenminister.

## Leben
Cazeneuve studierte am Institut d’études politiques de Bordeaux. Auf lokaler Ebene war Bernard Cazeneuve von 2001 bis 2012 Bürgermeister von Cherbourg-Octeville und von 2008 bis 2012 Präsident des Gemeindeverbands Communauté urbaine de Cherbourg; er legte diese beiden Funktionen kurz nach seinem Eintritt in die Regierung im Juni 2012 nieder.
Von 2007 bis kurz nach seinem Eintritt in die Regierung im Mai 2012 sowie kurzzeitig nach der Wahl der Nationalversammlung im Juni 2012 war er einer der fünf bzw. vier Abgeordneten, die das Département Manche in der Nationalversammlung vertraten; sein Mandat erlosch jeweils wegen der Unvereinbarkeit mit einer Regierungsfunktion. Am 16. Mai 2012 wurde er Beigeordneter Minister für Europaangelegenheiten in den Kabinetten Ayrault I und Ayrault II von Premierminister Jean-Marc Ayrault, zuständig für die Nuklearpolitik. Im Zuge einer Kabinettsumbildung (Rücktritt von Jérôme Cahuzac) wurde Cazeneuve am 19. März 2013 zum Haushaltsminister im Finanzministerium ernannt.
Seit der Bildung der Regierung Valls I am 2. April 2014 bekleidete er das Amt des französischen Innenministers, auch im Kabinett Valls II. Als solcher war er der verantwortliche Minister für die Maßnahmen in Folge der verschiedenen islamistischen Anschläge in Frankreich 2015 und 2016 (unter anderem 7. Januar 2015 in Paris, 13. November 2015 in Paris, 14. Juli 2016 in Nizza) und für die Handhabung des seit November 2015 bestehenden Ausnahmezustands. Nach dem Anschlag in Nizza rief Cazeneuve alle „patriotischen Franzosen“ dazu auf, sich zum freiwilligen Polizeidienst zu melden. Jeder der wolle, könne sich der bis dahin 12.000 Mann starken operativen Reserve anschließen.
Am 6. Dezember 2016 wurde er nach dem Rücktritt von Manuel Valls zum Premierminister ernannt. Nach dem Wahlsieg von Emmanuel Macron bei den Präsidentschaftswahlen 2017 trat seine Regierung den Konventionen entsprechend am 10. Mai 2017 zurück. Die Amtsgeschäfte führte er noch bis zum 15. Mai 2017, dann wurde Édouard Philippe zu seinem Nachfolger ernannt.
Im Jahr 2022 verließ Cazeneuve die Sozialistische Partei nach 35 Jahren Parteizugehörigkeit aus Protest gegen deren Wahlbündnis  mit der linksextremen LFI, Nouvelle union populaire écologique et sociale (Nupes);
er rief im Februar 2023 „La Convention“, eine mitte-links ausgerichtete Partei.